# Stanley Stanczyk
Stanley Anthony „Stan“ Stanczyk (* 10. Mai 1925 in Armstrong, Wisconsin; † 3. Juli 1997 in Miami) war ein US-amerikanischer Gewichtheber und Olympiasieger im Leichtschwergewicht 1948.

## Werdegang
Stanczyk wuchs in Detroit auf. Mit neun Jahren besuchte er einen Sportclub, in dem er boxte, rang, schwamm und auch schon mit leichten Gewichten übte. 1941 begann er bei dem Trainer Johnny Krills ernsthaft mit dem Gewichtheben. Bereits im Alter von 17 Jahren hatte er die nationale Spitze erreicht, als er bei den US-amerikanischen Meisterschaften 1942 im Mittelgewicht mit 347,5 kg den dritten Platz belegte. 1943 meldete er sich freiwillig zur US-Armee und verbrachte die meiste Zeit des Krieges auf dem pazifischen Kriegsschauplatz. 1945 wurde er aus der Armee entlassen. Er begann sofort wieder mit dem Training.
Durch seine guten Leistungen in einigen Wettkämpfen war er 1946 dem Mentor des amerikanischen Gewichthebens, Bob Hoffmann, aufgefallen, der ihn noch im selben Jahr zum York Barbell Club nach New York holte. 1946 startete er erstmals bei einer internationalen Meisterschaft. Aus taktischen Gründen hatte er 8 kg seines Körpergewichts abtrainiert, um im Leichtgewicht starten zu können. Trotz dieser Roßkur wurde er Weltmeister. 1947 wurde er erstmals US-amerikanischer Meister im Mittelgewicht, als er Frank Spellman und John Terpak schlug. Von nun an gehörte er bis zu seinem Rücktritt 1955 zur absoluten Weltspitze in seiner Gewichtsklasse.
Stan Stanczyk war auch ein ausgezeichneter Bodybuilder, der viele Preise bei nationalen Konkurrenzen gewann.
1949 zog es ihn von New York in das wärmere Miami. 1951 eröffnete er dort mit einem Partner eine Sportschule mit Ausrichtung auf das Gewichtheben, die er 1955 aufgab und ein Bowling-Center eröffnete, das er 27 Jahre lang betrieb. 1953 heiratete er und hatte mit seiner Frau zwei Söhne und zwei Töchter. Neben seinen beruflichen Aufgaben trainierte er auch 20 Jahre lang einige Gewichtheber, allen voran den Weltmeister im Leichtgewicht von 1951 Joe Pitman.

### Internationale Erfolge
(OS = Olympische Spiele, WM = Weltmeisterschaft, Le = Leichtgewicht, Mi = Mittelgewicht, Ls = Leicht(Halb)schwergewicht)
- 1946, 1. Platz, WM in Paris, Le, mit 367,5 kg, vor Wladimir Swetilko, UdSSR, 347,5 kg und Georgi Popow, UdSSR, 335 kg;
- 1947, 1. Platz, WM in Philadelphia, Mi, mit 405 kg, vor Frank Spellman, USA, 375 kg und Kim Sung-Jip, Südkorea, 352,5 kg;
- 1948, Goldmedaille, OS in London, Ls, mit 417,5 kg, vor Harold Sakata, USA, 380 kg und Gösta Magnusson, Schweden, 375 kg;
- 1949, 1. Platz, WM in Scheveningen, Ls, mit 412,5 kg, vor Jean Debuf, Frankreich, 382,5 kg und Raissi, Iran, 365 kg;
- 1950, 1. Platz, WM in Paris, Ls, mit 422,5 kg, vor Arkadi Worobjow, UdSSR, 422,5 kg und Awad, Ägypten, 382,5 kg;
- 1951, 1. Platz, Pan Am Games, Ls, mit 405 kg, vor Forte, Argentinien und Garrido, Kuba, 380 kg;
- 1951, 1. Platz, WM in Mailand, Ls, mit 402,5 kg, vor Debuf, 392,5 kg und Hassan Rhanavardi, Iran, 387,5 kg;
- 1952, Silbermedaille, OS in Helsinki, Ls, mit 415 kg, hinter Trofim Lomakin, UdSSR, 417,5 kg und vor Worobjow, 507,5 kg;
- 1953, 3. Platz, WM in Stockholm, Ls, mit 415 kg, hinter Worobjow, 430 kg und Lomakin, 427,5 kg;
- 1954, 3. Platz, WM in Wien, Mi, mit 390 kg, hinter Peter George, USA, 405 kg und Fjodor Bogdanowski, UdSSR, 402,5 kg.

### US-amerikanische Meisterschaften
Stan Stanczyk wurde 1947 im Mittelgewicht und 1948, 1949, 1950, 1951 und 1953 US-amerikanischer Meister im Leichtschwergewicht.

### Weltrekorde
im olympischen Dreikampf:
- 1946, 367,5 kg in Paris, Le,
- 1947, 405 kg in Philadelphia, Mi.

im beidarmigen Reißen:
- 1947, 124 kg in Chicago, Mi,
- 1947, 126 kg in Cleveland, Mi,
- 1947, 127 kg in Philadelphia, Mi,
- 1949, 132 kg in Cleveland, Ls.

im beidarmigen Stoßen:
- 1947, 159 kg in Chicago, Mi,
- 1947, 160 kg in Cleveland, Mi.